# Saint-Georges-de-la-Rivière
Saint-Georges-de-la-Rivière é uma comuna francesa na região administrativa da Normandia, no departamento Mancha. Estende-se por uma área de 3,81 km². Em 2010 a comuna tinha 295 habitantes (densidade: 77,4 hab./km²).